# Lamar Buffalo Ranch
 (juillet 2020).
Pour les articles homonymes, voir Lamar.
Le Lamar Buffalo Ranch est un ranch américain situé dans le comté de Park, dans le Wyoming. Protégé au sein du parc national de Yellowstone, il est inscrit au Registre national des lieux historiques depuis le 7 décembre 1982.